# باكو كانو
باكو كانو (بالإسبانية: Paco Cano)‏ هو مصور أخبار ومصور إسباني، ولد في 18 ديسمبر 1912 في أليكانتي في إسبانيا، وتوفي في 27 يوليو 2016 في بلنسية في إسبانيا.